# Chaerocina zomba
Chaerocina zomba là một loài bướm đêm thuộc họ Sphingidae. Loài này có ở Malawi.